# Baumkrebs

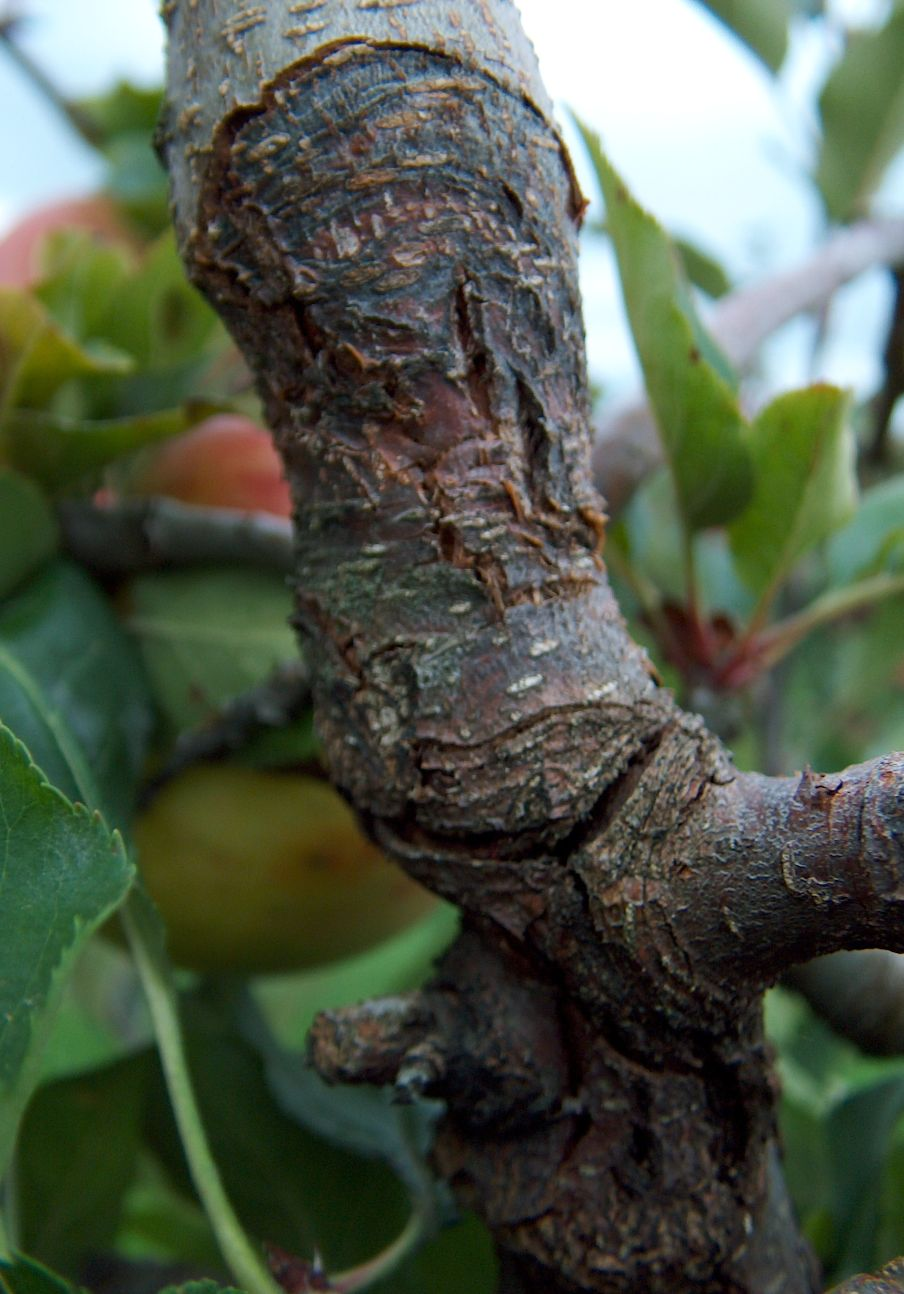
Baumkrebs am Stamm eines Obstbaumes

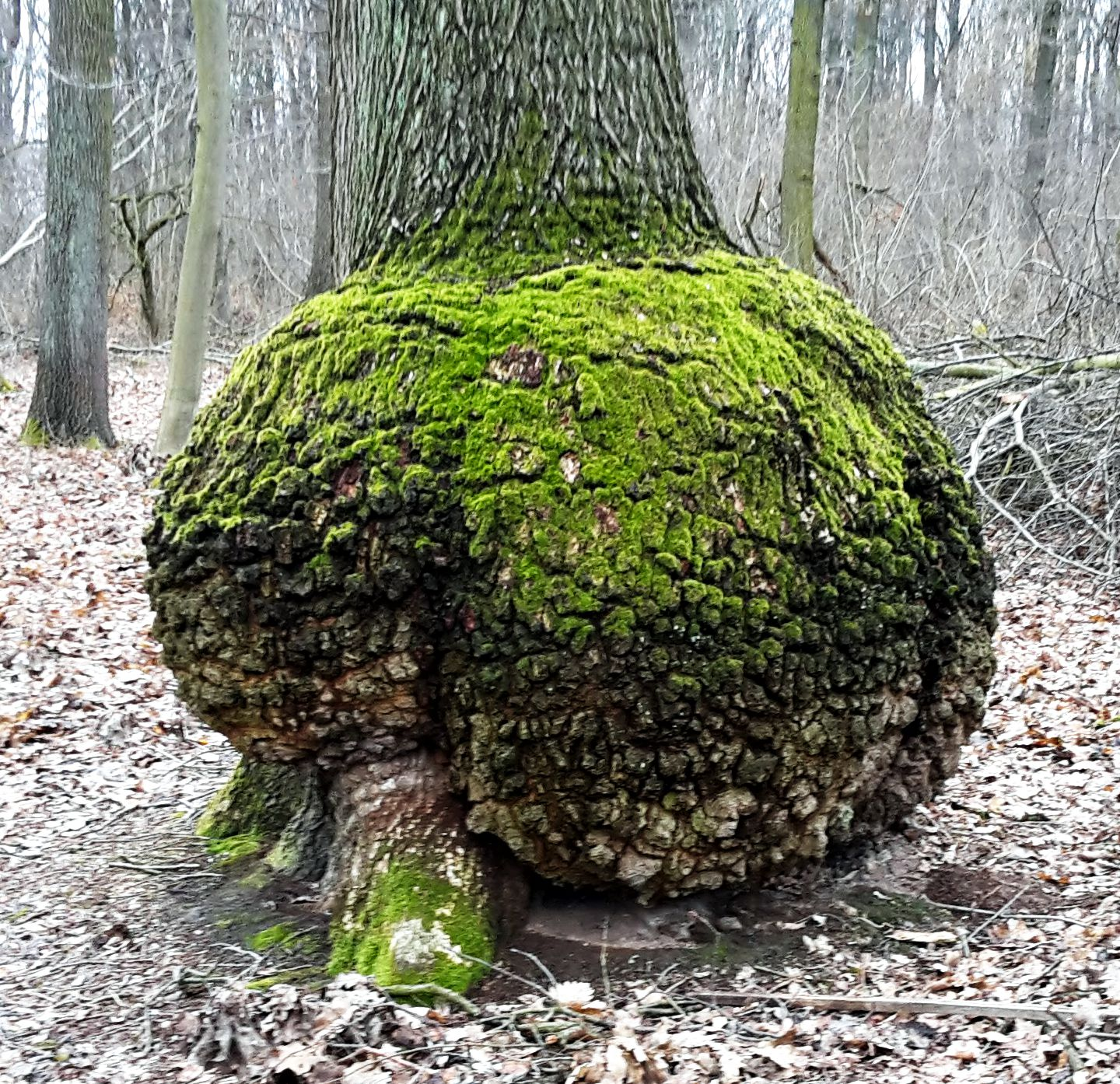
Baumkrebs an einer Eiche

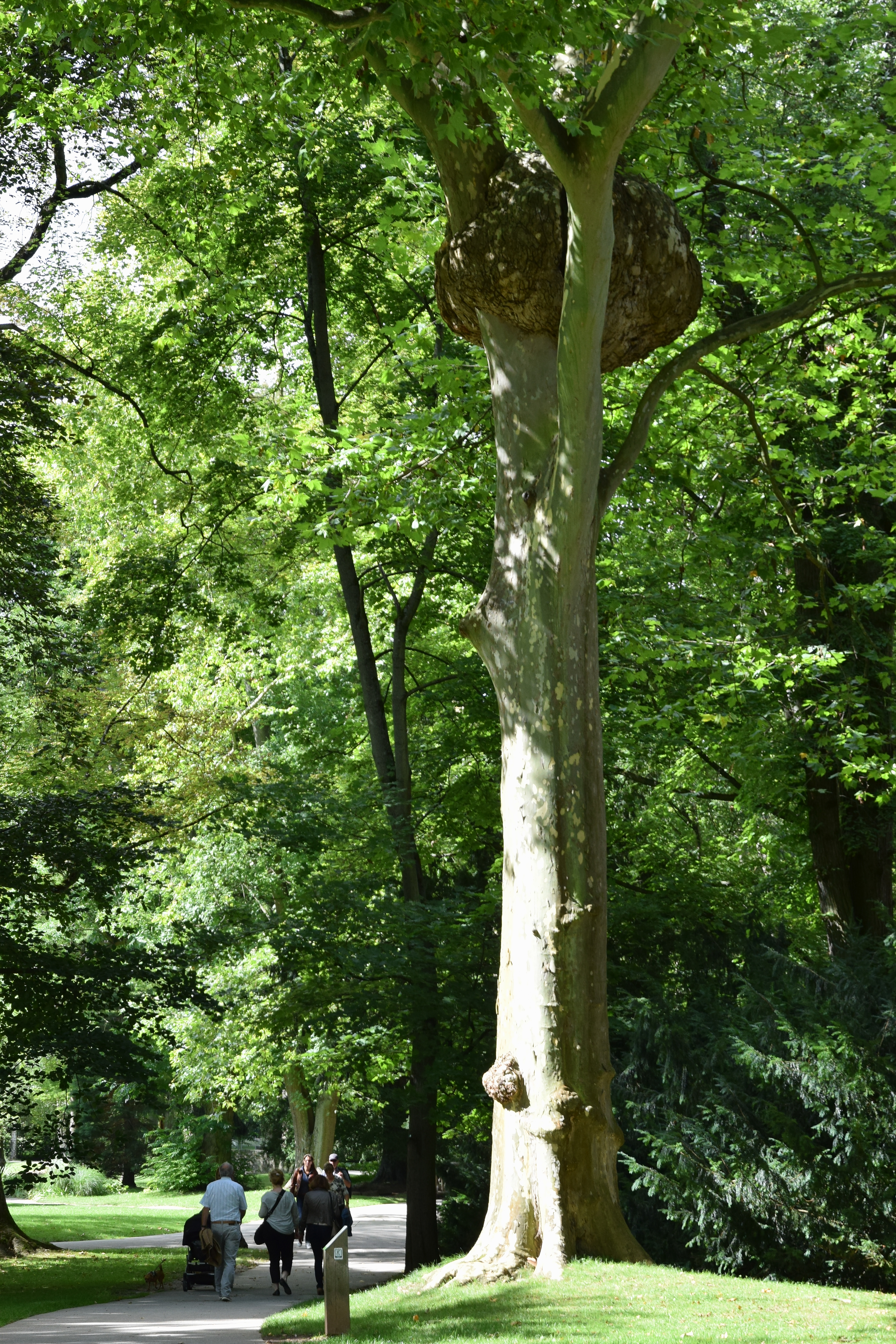
Baumkrebs an einer Ahornblättrigen Platane

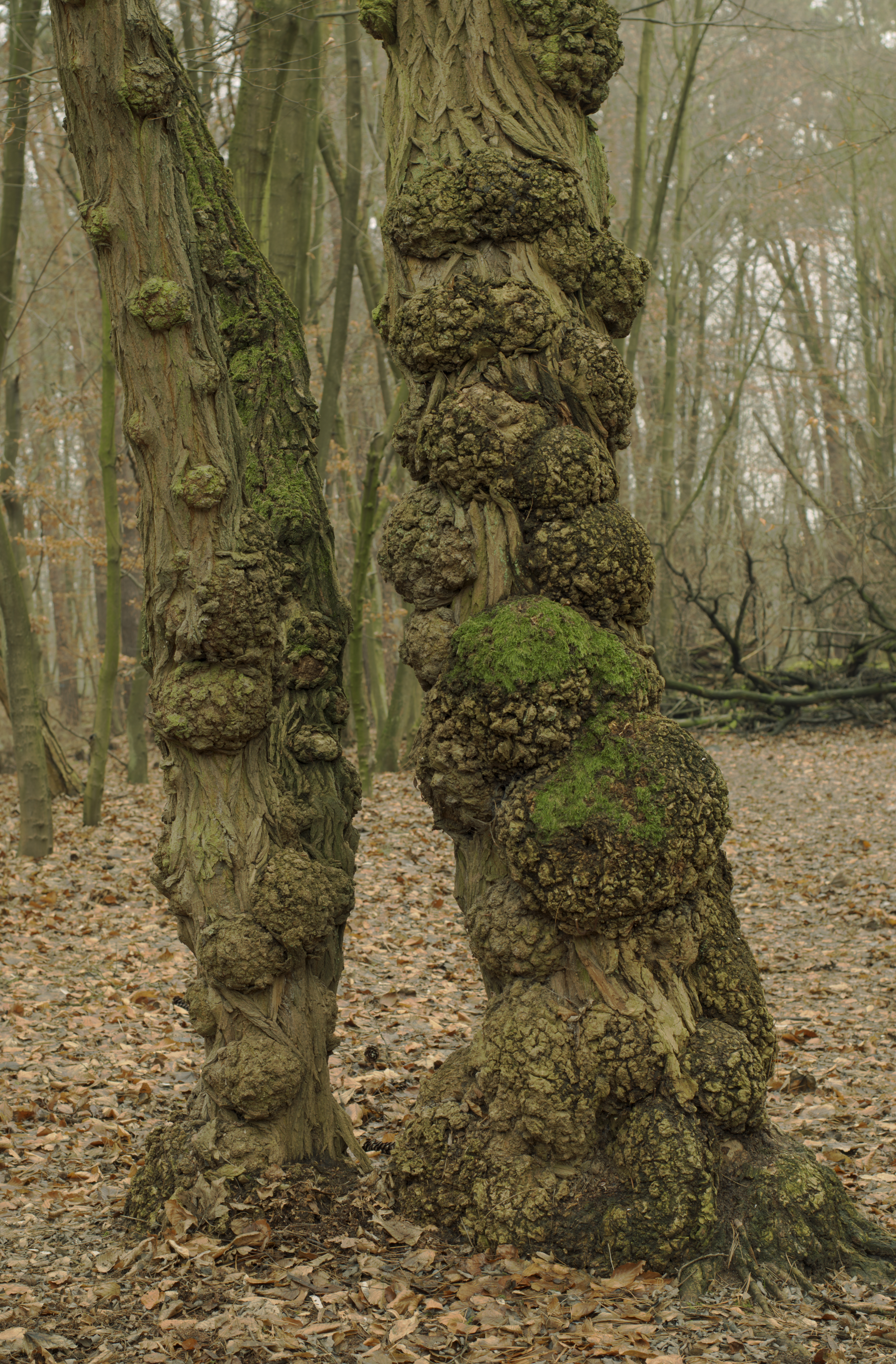
Baumkrebs an einer Robinie

Als Baumkrebs werden Pflanzenkrankheiten bezeichnet, die durch die Infektion der Rinde und des Holzes mit Bakterien oder Pilzen verursacht werden. Es handelt sich damit nicht um eine umschriebene Erkrankung. Vielmehr zeichnen sich die unter diesem Begriff zusammengefassten Krankheiten durch sehr ähnliche Symptome aus, wobei infizierte Pflanzen mit der starken Bildung von Wundgewebe reagieren, um die durch die Infektion verursachten Wunden zu überwallen. An Zweigen, Ästen oder am Stamm entstehen so Wucherungen, die eine beträchtliche Größe erreichen können.

## Symptome
Die Erreger des Baumkrebses dringen allgemein zunächst über kleine Rindenwunden in das Pflanzengewebe ein. Die Rinde über der Infektionsstelle verfärbt sich und bricht auf, so dass eine offene Wunde entsteht. Das Holzgewebe unterhalb der Infektionsstelle wird nekrotisch und verfärbt sich.
Die infizierte Pflanze versucht, die entstandene Wunde durch verstärkte Bildung von Wundgewebe (Kallus) zu überwallen. Aufgrund der Aggressivität der Infektion wird diese jedoch immer tiefer, wodurch die Pflanze zur weiteren Kallusbildung angeregt wird. So können großflächige und voluminöse Gewebewucherungen entstehen.
Durch das abgestorbene Gewebe ist die Versorgung mit Nährstoffen und Wasser der Zweige oberhalb der Krebswunde nicht mehr gesichert. Je nach Tiefe der Wunde kann es deshalb dazu kommen, dass diese Bereiche verdorren und absterben.

## Wirtschaftliche Bedeutung

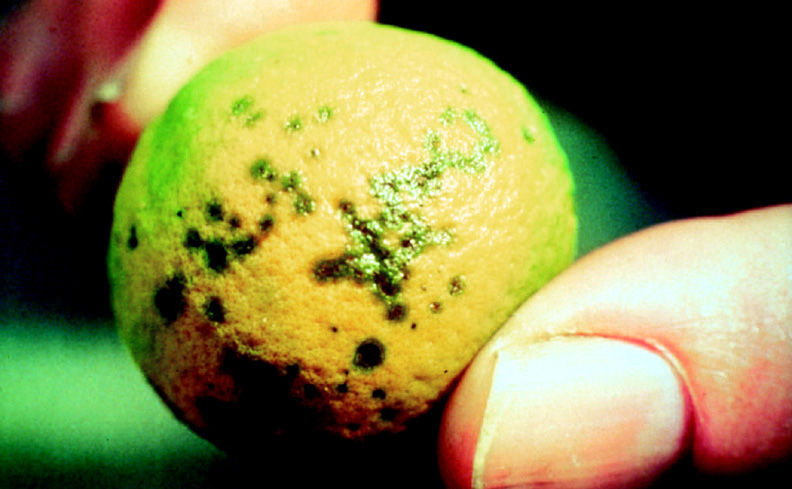
Vom Zitruskrebs befallene Zitronenfrucht

Durch die Infektion wird die Pflanze je nach Art und Stärke der Erkrankung mehr oder weniger geschwächt. Bei ungünstiger Lokalisation der Wunden z. B. am Stamm oder an einem der Leitäste kann es zum Absterben der Wirtspflanze kommen. Oft können befallene Bäume aber auch trotz der Erkrankung sehr alt werden.
An fruchttragenden Bäumen kann es auch zu einer Infektion der Früchte kommen, die dadurch qualitätsgemindert sind und eine reduzierte Haltbarkeit aufweisen. Beispiele dafür sind der Obstbaumkrebs und der Citrus-Krebs.
Durch die starke Kallusbildung kommt es zu Verwucherungen. Das nekrotische Gewebe im Bereich der Krebswunden verfärbt sich dunkel. Die Wucherungen und Verfärbungen führen zu einer Beeinträchtigung der Holzqualität und damit zu einem Wertverlust der infizierten Bäume.

## Krankheiten und Erreger
Unter dem Begriff Baumkrebs werden Erkrankungen bezeichnet. Einige sind hier beispielhaft aufgezählt.

### Bakterieninfektionen
- Eschenkrebs, hervorgerufen durch die Bakterien Pseudomonas savastanoi und Pseudomonas syringae
- Bakterienkrebs der Rosskastanie, verursacht durch das Bakterium Pseudomonas syringae pv. aesculi
- Zitruskrebs, verursacht durch das Bakterium Xanthomonas axonopodis, befallen werden verschiedene Arten der Gattung Citrus[3]
- Pappelkrebs, verursacht durch das Bakterium Xanthomonas populi
- Kiwikrebs, verursacht durch das Bakterium Pseudomonas syringae pv. actinidiae[4][5]
- Tuberkelkrankheit der Olive, verursacht durch Pseudomonas syringae subsp. savastanoi pv. oleae

### Pilzinfektionen
- Ahorn-Stammkrebs, verursacht durch Eutypella parasitica
- Obstbaumkrebs verursacht durch den Pustelpilz Neonectria ditissima, das Wirtsspektrum umfasst zahlreiche weitere Bäume verschiedener Gattungen
- Krebs der Butternuss, verursacht durch den Pilz Sirococcus clavigignenti-juglandacearum
- Kastanienrindenkrebs, verursacht durch den Schlauchpilz Cryphonectria parasitica
- Zypressenkrebs, verursacht durch den Pilz Seiridium cardinale
- Krebs der Amerikanischen Gleditschie, verursacht durch den Pilz Thyronectria austro-americana
- Krebs der Gewöhnlichen Robinie, verursacht durch den Pilz Diaporthe oncostoma, Syn: Phomopsis oncostoma[6][7]
- Lärchenkrebs, verursacht durch den Pilz Lärchen-Krebsbecherchen (Lachnellula willkommii)
- Eichenkrebs, verursacht durch den Pilz Botryosphaeria stevensii, dessen Wirtsspektrum auch weitere Baumarten umfasst
- Tannenkrebs, verursacht durch den Rostpilz Melampsorella caryophyllacearum
- Platanenkrebs, verursacht durch den Pilz Ceratocystis platani[8] (früher  Ceratocystis fimbriata f. sp. platani[9])
- Marssonina-Krankheit der Weide, verursacht durch den Pilz Marssonina salicicola[10]
- Krebserkrankung des Bergahorn, verursacht durch Fusarium-Pilze[11]
- Leucostoma-Krebs der Steinfrüchte, verursacht durch den Pilz Leucostoma persoonii

## Galerie

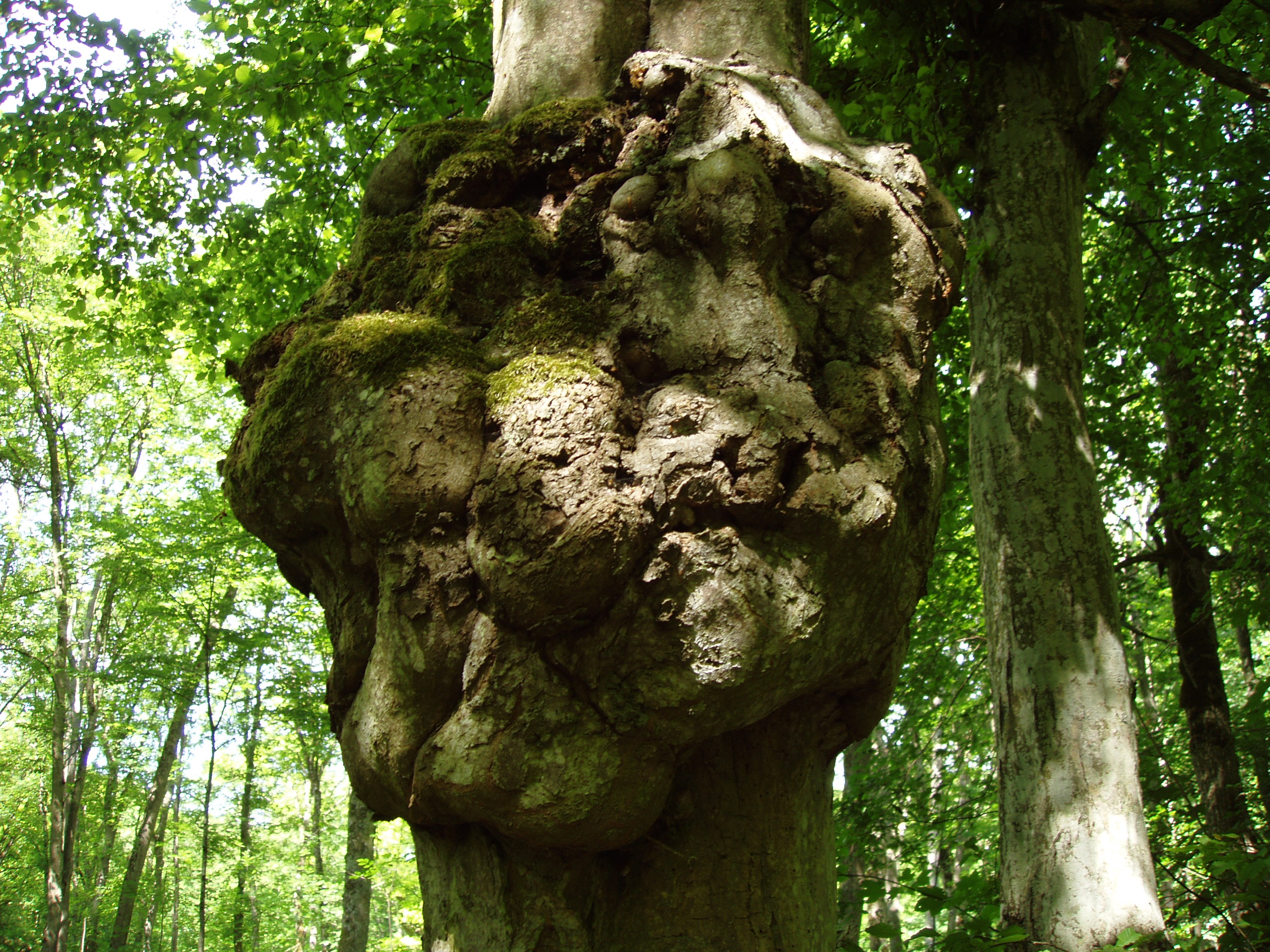
Baumkrebs an einer Ulme
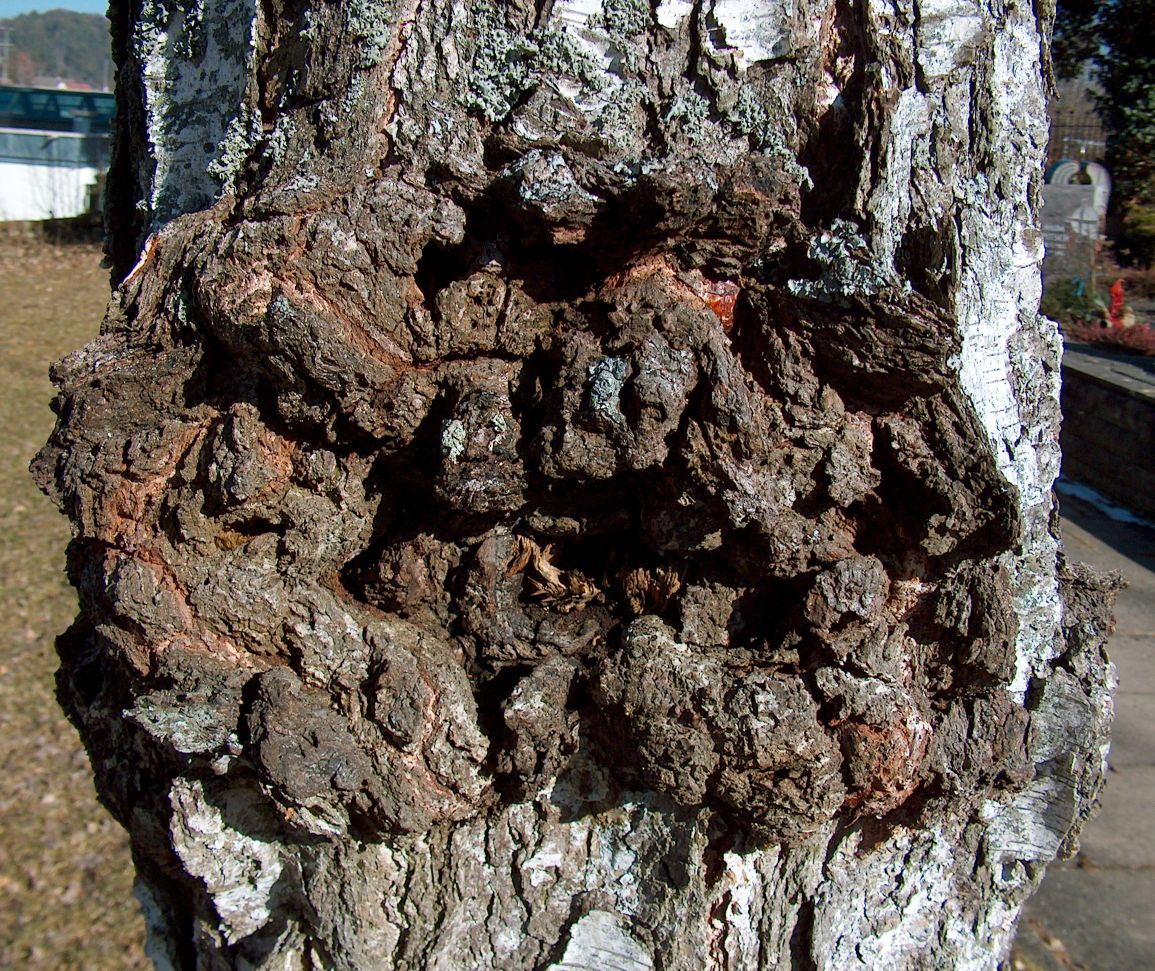
Baumkrebs an einer Birke
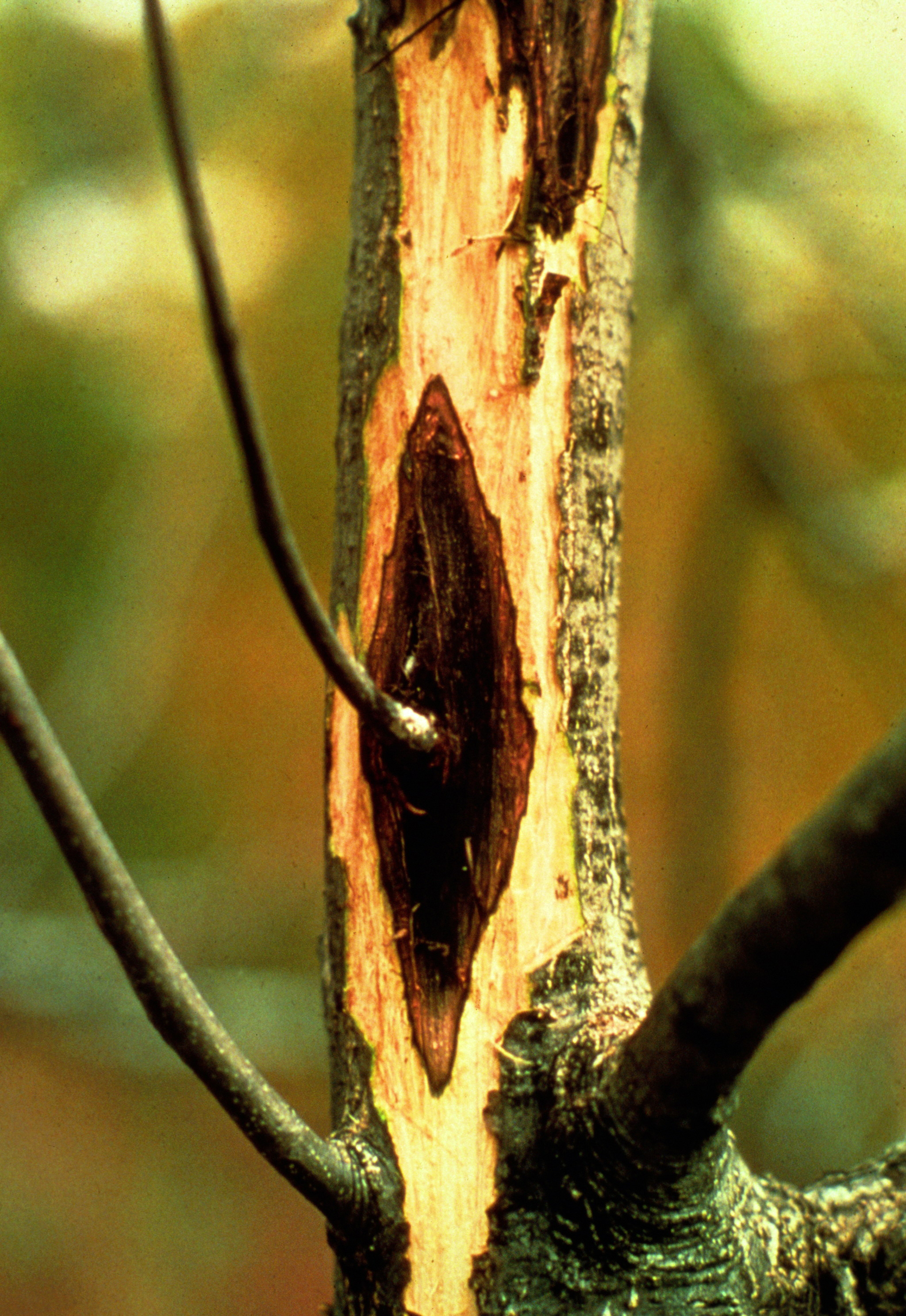
Baumkrebs an einer Butternuss
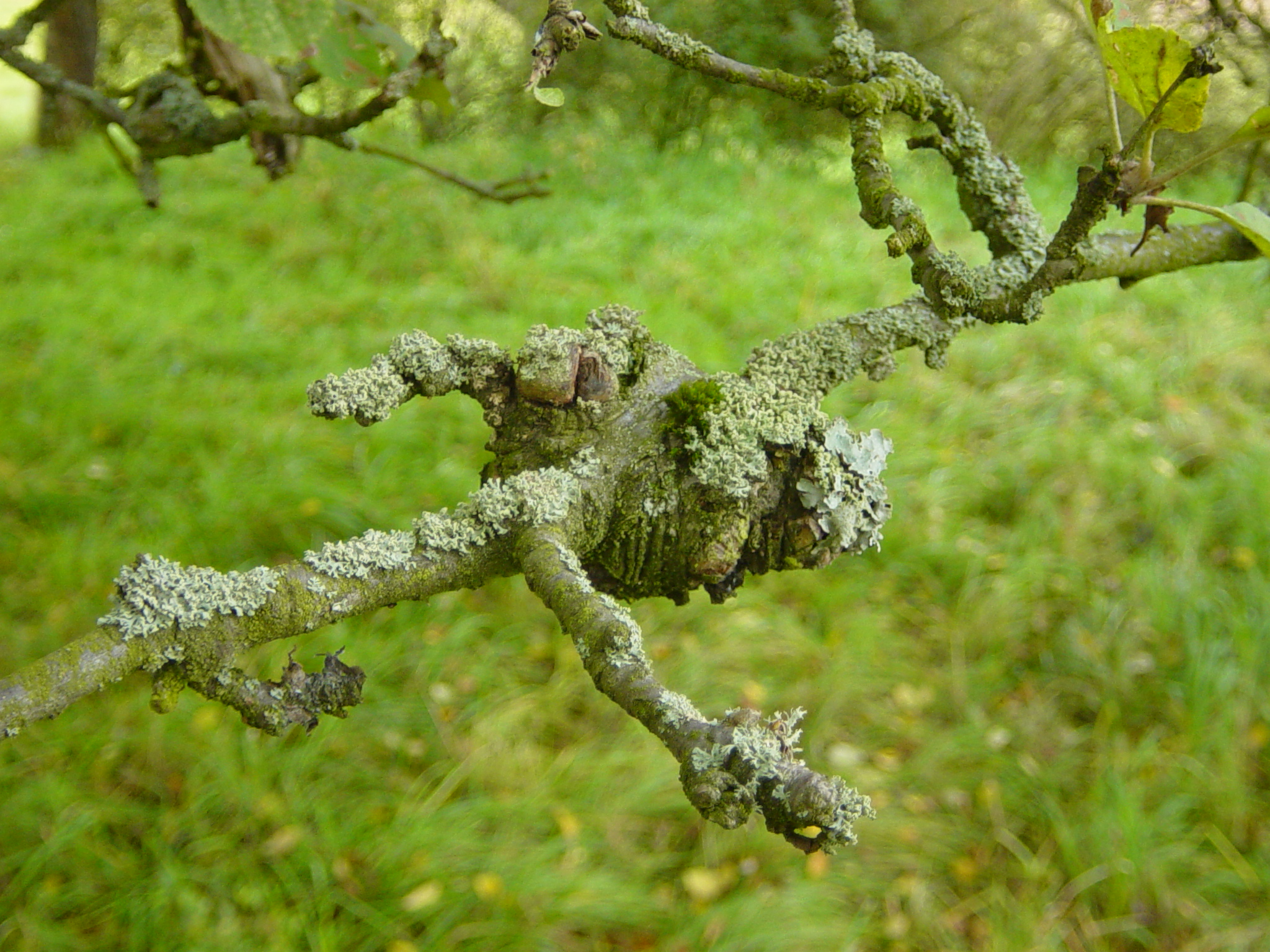
Apfelbaum mit Baumkrebs
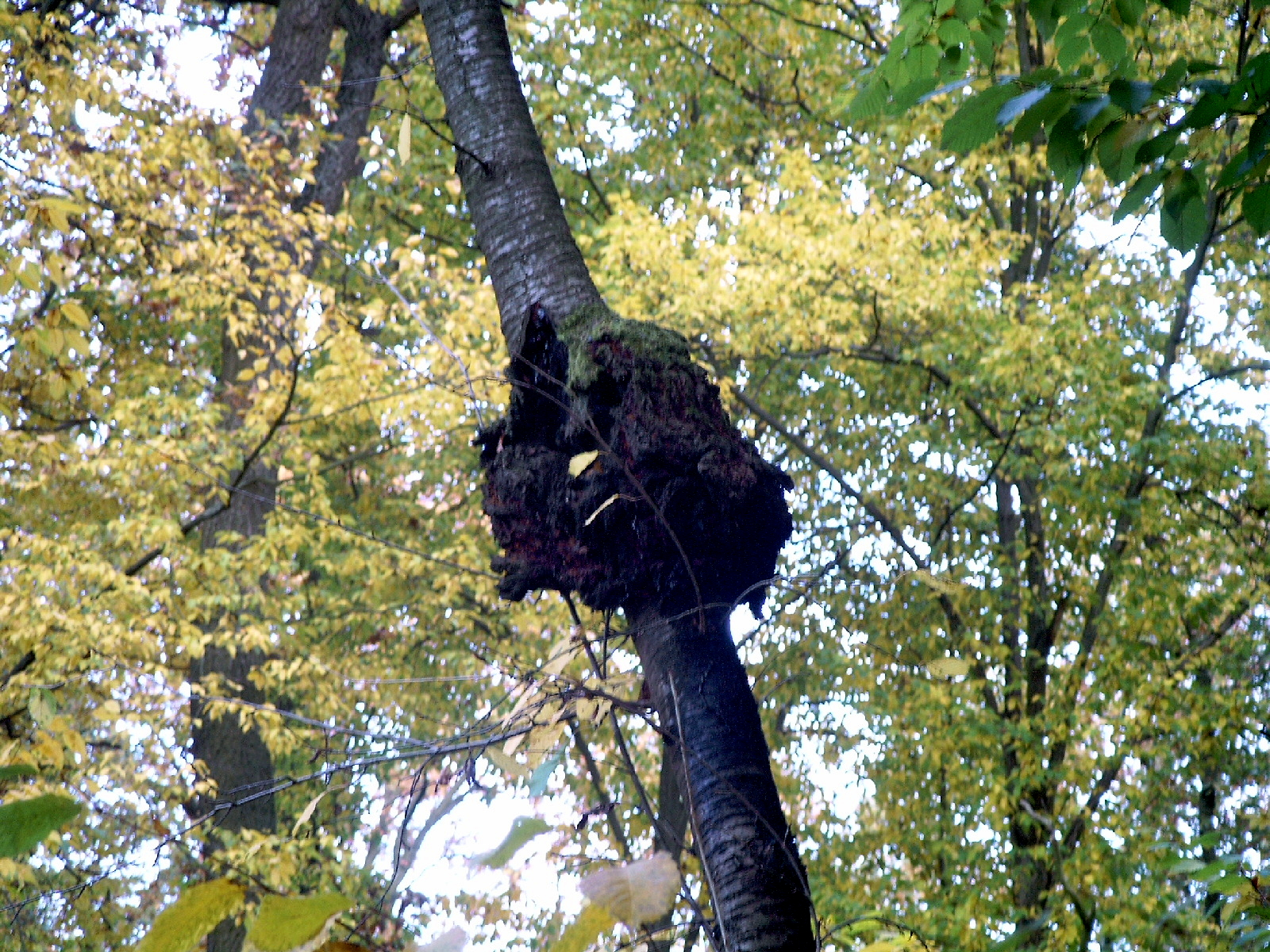
Baumkrebs an einem Kirschbaum
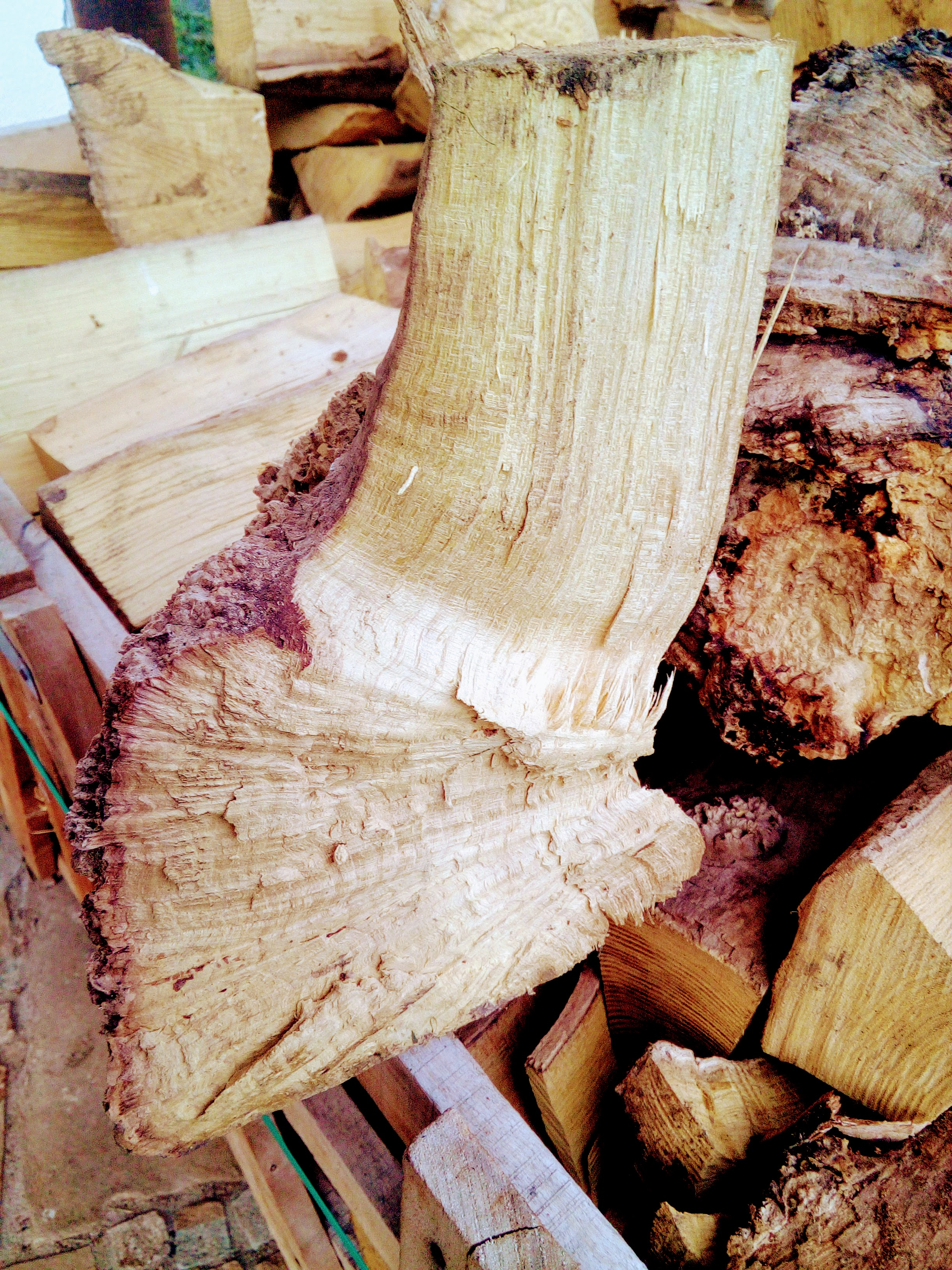
Robinienscheit mit Kallusgewebe neben gesundem Holz